# Max Berliti
Max Berliti est un artiste peintre graffeur contemporain français connu pour ses œuvres picturales et sculptures, qui sont le fin mélange entre graffiti street art et productions contemporaines. Ce sont ses créations en partenariat avec Adidas qui le propulsèrent sur l'avant de la scène du "Sneakers art", le considérant comme un génie conceptuel.
Max Berliti commença la peinture à Rennes en entrant dans le monde du graffiti fin des années 1990.

## Biographie
C'est en 2004 que son pseudonyme "Berliti" vit le jour (un clin d'œil à son père). C'est cette même année qu'il décida de créer son premier projet avec la ville de Rennes, pour le festival des Rencontres Trans Musicales, afin de militer à travers le dessin et la peinture pour une cause qui lui tenait à cœur : les techniciens du spectacle.
Il exposa en 2006 pour Alpinestars lors du Bread and Butter à Barcelone.
Puis il réalisa un projet en partenariat avec Adidas, où il conçut des sculptures qui n'avaient jamais été réalisées auparavant. Les photos de ces créations firent le tour du monde à travers les journaux ou blogs qui ont relayé les informations sur cet artiste et ses productions.